# 松坂有祐
- 松坂有佑

松坂 有祐（まつざか ゆうすけ、1923年4月5日 - 1989年8月22日）は、日本の実業家。

## 経歴

### 生い立ち
檜山郡上ノ国町生まれ。漁師の家系に生まれ、船酔いしやすい体質だったことから漁師を継がず、高等小学校卒業後に単身樺太に渡る。1938年に王子製紙落合工場に就職、同年引揚げし林業や漁業を経て1941年に日本製鐵室蘭製作所へ転職。1942年に招集され満州へ渡り、台湾の部隊で終戦を迎え、1946年に広島県大竹市を経由し帰国。
復員後は釧路市で親類が経営する松坂旅館の養子となり、金融・宣伝等多角的な事業を行い、東京の映画会社でエキストラも行った後釧路に戻り雑貨セールスを経て、1958年には釧路市で不動産業「内外緑地開発」を設立。牛の世話もしつつ下積みをし、1959年から釧路近郊での分譲地開発を行い札幌市にも進出するも短期で倒産。

### 内外緑地時代
1960年には内外緑地開発から分離する形で札幌市にて「内外緑地」を設立。農地を買い叩いた未整備の宅地が横行する中で水道や舗装道路などを整備した良質な宅地開発を志向し、手稲・茨戸・藤の沢などでの開発を足がかりとして、民間団地としては当時日本最大級の330万平米の規模を擁した住宅団地「新札幌団地」を石狩町に造成した他、内外レジャーランド・ボウリング場の建設など大規模開発を行い、1966年から1971年にかけては個人所得額で北海道内第1位となり、1971年には長者番付で全国2位、30億9400万円の所得を記録した。ただし、巨額の所得については松坂個人名義で宅地用に購入した土地を値上がりした後に内外緑地が購入する形で巨額の所得を計上した経緯が指摘されている。
その後1974年には東京進出を図り社名を「ユー・アンド・アイ・マツザカ」に改め信販・貿易・出版事業や、保険代理業務などの多角経営を図った。
1973年には青少年育成を目的に財団法人「松坂科学文化振興財団」（現・北海道青少年科学文化財団）を設立し、同年には同財団による北欧への友好訪問団の派遣や日本万国博覧会スカンジナビア館の石狩への移設など北欧との親善事業に力を入れた功績から在札幌フィンランド名誉領事に就任。また日本宅地造成協会理事長、1971年から1976年10月には北海道文化放送監査役も務めた。
しかし1972年3月期決算をピークに土地ブームの終焉などで経営が悪化し、不動産事業において地価上昇を見込んで土地を保証金付きで販売するもオイルショックの影響で上昇せず自転車操業状態となった他、出版などの多角化事業も荒唐無稽的なものが目立ち収益を挙げられず、1976年にユー・アンド・アイ・マツザカは会社更生法を申請し倒産。

### 晩年
倒産後は内外緑地傘下で1968年に設立された「内外グリーン」を改称し松坂科学文化振興財団会長の松下正寿が社長を務め東京都青山に本社を持つ「国際資源情報」にて1979年時点で同社の副社長として在籍。1979年1月に事業を開始し高額所得者を対象に資源採掘業者や農場買い取り等といった投資斡旋のコンサルタント業やリース業などを行い、1980年には札幌市西区の自宅を1億8千万円で売却し公団住宅に住みつつ1981年時点で「MFOインターナショナル」と提携して斡旋した資源開発の採掘成功で利益の8割を配当する名目で事業を展開、同年時点で「資源パイオニアジャパン札幌支店」の代表取締役として札幌商工会議所の商工名鑑に記載があり、1983年時点では「日本インテリジェンスクラブ」代表としてアメリカでの石油採掘への投資斡旋などを扱っていた。
最晩年は「内外興産」の社名で営業していたものの、かねてから糖尿病を患い1987年には軽い脳梗塞を患いつつ、フランチャイズシステムによる不動産情報センターの構想を描いていたが、1989年に転倒し寝たきりとなり札幌市北区篠路の荒木病院に入院し肺炎を併発、8月22日に急性心不全で死去、享年66歳。

## 人物
自宅は庭を広く取りつつも平屋建て、背広は紺色一色、自家用車は国産車、カバンを持たず書類は風呂敷で持ち運ぶなど質素な暮らしをしていたものの、万が一の時を考え10万円程を常に持ち歩いていた。
酒は嗜まなかったものの、気のおける仲間と焼き鳥店で飲むことを好んでおり、「雑談から仕事のヒントを掘り出すこともあっていい」と発言しつつも、一方で夜の会合を避け自宅で家族と夕食を摂ることを優先していた。
奇抜なアイデアを披露して周囲を困惑させる性格で、増毛沖にモデル船を浮かべ音と光で海戦を模したショーを開く、北海道にレーザー光学産業を起こすべき等のアイデアや、「ユー・アンド・アイ・マツザカ」時代にも石炭殻で建材を生産する、ヨーロッパで札幌ラーメンのチェーンを展開する、レコード会社を設立し三流歌手を再生させると言った荒唐無稽なアイデアを披露していた。
趣味は占いで四柱推命を研究しており、また五鬼運財法も勉強し「天中殺」などの易学用語も会話で良く口にしていた。